# Poulton-le-Fylde
Poulton-le-Fylde est une ville du nord-ouest de l'Angleterre, située à dix kilomètres de Blackpool. Sa population est de 18 264 habitants.